# Johannes Eller
Johannes Eller (* 1749 in Ronsdorf (heute Stadtteil von Wuppertal); † 15. März 1814 in Köln) war Bürgermeister in Elberfeld.
Eller wurde 1749 in Ronsdorf geboren und dort am 11. Oktober 1749 getauft. Sein Vater war der Bürgermeister des Jahres 1763 Johann Kaspar Eller (1727–1796) und dessen Frau Maria Katharina Hoffstadt (1730–1809). Er kam nach Elberfeld, wo er am 30. April 1774 das Bürgerrecht erwarb, und wurde Mann auf der Vikarie. Im gleichen Jahr wurde er Gemeinsmann und im Jahr darauf Ratsverwandter, was er zunächst bis 1778 blieb. Im Jahr 1779 wurde Eller erfolglos für das Amt des Bürgermeisters vorgeschlagen. Erst 1780 wurde er gewählt. Nach der einjährigen Amtszeit wurde er 1781 Stadtrichter. Danach war er von 1782 bis 1784 und nochmal 1786 im Rat von Elberfeld.
Eller war seit dem 15. März 1774 mit Isabella Wilhelmina Siebel verheiratet, mit der er drei Kinder hatte. Sie war die Tochter des Bürgermeisters von 1750, Johann Wilhelm Siebel (1709–1776).